# Numerian
Numerian, Marcus Aurelius Numerius Numerianus (ur. ok. 260, zm. jesienią 284) – cesarz rzymski w latach 283–284, młodszy syn cesarza Karusa (282–283). Ze swym bratem Karynusem współrządził około 14 miesięcy.
Latem 282 n.e. został mianowany przez ojca cezarem razem ze starszym bratem Karynusem. Był związany małżeństwem z córką prefekta pretorianów Arriusza Apra. Podczas kampanii perskiej, po śmierci ojca latem 283 pod Ktezyfonem przybrał tytuł augusta. Zakończył wojnę z Persami i wyruszył z armią w drogę powrotną. Zmarł w tym czasie i w obozie pod Nikomedią odnaleziono go martwego. Przypuszcza się, iż zginął w wyniku spisku zorganizowanego przez Apra. Po jego zgonie wojsko ogłosiło cesarzem Dioklecjana, członka jego straży przybocznej, który w 285 pokonał Karynusa w bitwie nad rzeką Margus (obecnie Morawa).